# Fenella Langridge
Fenella Langridge (* 6. März 1992 in Winchester) ist eine Triathletin aus dem Vereinigten Königreich. Sie wird geführt in der Bestenliste britischer Triathletinnen auf der Ironman-Distanz.

## Werdegang
Langridge begann 2013 in ihrem letzten Studienjahr an der Cardiff University mit dem Triathlon. Sie startet vorwiegend auf der Mittel- und Langdistanz.
2018 gewann sie im Juli den Ironman 70.3 Edinburgh (1,9 km Schwimmen, 90 km Einzelzeitfahren ohne Drafting und 21,1 km Laufen).
Im Juni 2021 wurde sie Zweite auf der Langdistanz beim Ironman Coeur d’Alene.
Im Mai 2022 wurde Langridge Achte bei den erstmals außerhalb von Hawaii ausgetragenen und vom Oktober 2021 verschobenen Ironman World Championships.
Im Dezember 2023 gewann die 31-Jährige den Ironman Western Australia und stellte in 8:29:42 h einen neuen Streckenrekord ein.
Mit ihrem vierten Platz bei der Ironman-Europameisterschaft der Frauen in Hamburg hat die Britin im Juni 2024 die Führung der Ironman Pro Series übernommen.
Im März 2024 konnte sie den Ironman New Zealand nicht beenden und sie informierte darüber, dass bei ihr eine Gefäßerkrankung festgestellt wurde (iliakale Endofibrose).
Fenella Langridge lebt in Salisbury.

## Sportliche Erfolge
| Datum/Jahr   | Rang | Wettbewerb                           | Austragungsort | Zeit     | Bemerkung                                                     |
| ------------ | ---- | ------------------------------------ | -------------- | -------- | ------------------------------------------------------------- |
| 9. Aug. 2015 | 3    | GBR Triathlon National Championships | London         | 02:04:30 | Nationale Triathlon-Meisterschaft Elite; hinter Helen Jenkins |

| Datum/Jahr    | Rang | Wettbewerb                                                    | Austragungsort      | Zeit     | Bemerkung                                                                          |
| ------------- | ---- | ------------------------------------------------------------- | ------------------- | -------- | ---------------------------------------------------------------------------------- |
| 1. März 2025  | DNF  | Ironman New Zealand                                           | Taupō               | –        |                                                                                    |
| 22. Sep. 2024 | 16   | Ironman World Championships                                   | Nizza               | 09:42:55 | hinter der Siegerin Laura Philipp                                                  |
| 2. Juni 2024  | 4    | Ironman Hamburg                                               | Hamburg             | 08:29:36 | Ironman European Championship                                                      |
| 27. Apr. 2024 | 6    | Ironman Texas                                                 | The Woodlands       | 08:58:44 |                                                                                    |
| 3. Dez. 2023  | 1    | Ironman Western Australia                                     | Busselton           | 08:29:42 | in persönlicher Bestzeit und neuer Streckenrekord                                  |
| 14. Okt. 2023 | 30   | Ironman Hawaii                                                | Hawaii              | 09:22:16 |                                                                                    |
| 5. März 2023  | 2    | Ironman South Africa                                          | Port Elizabeth      | 08:13:17 | Schwimmdistanz verkürzt                                                            |
| 6. Okt. 2022  | 6    | Ironman Hawaii                                                | Hawaii              | 08:56:26 | [ 7 ]                                                                              |
| 3. Juli 2022  | 2    | Challenge Roth                                                | Roth                | 08:31:41 |                                                                                    |
| 22. Mai 2022  | 4    | Challenge World Championship                                  | Šamorín             | 04:13:01 | „The Championship“; hinter Sara Pérez Sala                                         |
| 7. Mai 2022   | 8    | Ironman St. George                                            | St. George          | 09:09:40 | Ironman World Championships 2021                                                   |
| 5. Sep. 2021  | 3    | Challenge Roth                                                | Roth                | 08:27:04 | verkürzte Raddistanz                                                               |
| 27. Juni 2021 | 2    | Ironman Coeur d’Alene                                         | Idaho               | 08:59:50 | [ 8 ] [ 9 ]                                                                        |
| 6. Dez. 2020  | 7    | PTO Professional Triathletes Organisation World Championships | Daytona Beach       | 03:33:42 | PTO-Weltmeisterschaft (2 km Schwimmen, 80 km Radfahren und 18 km Laufen)           |
| 6. Sep. 2020  | 3    | Ironman 70.3 Les Sables d’Olonne                              | Les Sables-d’Olonne |          |                                                                                    |
| 23. Juni 2019 | 2    | Ironman 70.3 European Championships                           | Helsingør           |          | Zweite der Ironman 70.3 European Championships beim Ironman 70.3 Kronborg-Elsinore |
| 19. Mai 2019  | 1    | Ironman 70.3 Barcelona                                        | Barcelona           |          |                                                                                    |
| 23. Sep. 2018 | 3    | Ironman 70.3 Weymouth                                         | Weymouth            |          |                                                                                    |
| 1. Juli 2018  | 1    | Ironman 70.3 Edinburgh                                        | Edinburgh           |          |                                                                                    |
| 10. Juni 2018 | 3    | Ironman 70.3 Staffordshire                                    | Staffordshire       |          |                                                                                    |
| 18. Mai 2018  | 2    | Ironman 70.3 Barcelona                                        | Barcelona           |          |                                                                                    |
| 13. Mai 2018  | 3    | Ironman 70.3 Pays d’Aix France                                | Aix-en-Provence     |          |                                                                                    |

(DNF – Did Not Finish)